# İsgəndərli (Şəmkir)
İsgəndərli è un comune dell'Azerbaigian situato nel distretto di Şəmkir. 